# ゴールデン1センター
ゴールデン1センター（Golden 1 Center) は、アメリカ合衆国のカリフォルニア州サクラメントに所在する屋内競技場。NBAサクラメント・キングスの新たな本拠地として使用されている。

## 概要
サクラメントの中心部ダウンタウン・プラザに建設されており、2016年10月に完成し、キングスの新本拠地として使用される予定。命名権は金融業のゴールデン1信用組合が取得。
10月10日にサクラメント・キングスの新本拠地としてオープンし、イスラエルの強豪マッカビ・ハイファを迎えてのプレシーズンゲームを行なった。